# Budua
Budua (in montenegrino Budva/Будва, in greco antico Βούδουα/ Boúdoua) è un comune del Montenegro, nella Dalmazia meridionale sulla costa adriatica.
Budua è situata in una zona ad alta densità turistica, denominata riviera di Budua (Budvanska rivijera/Будванска ривиjера); la cittadina è inoltre ricca di memorie della sua lunga storia.

## Storia

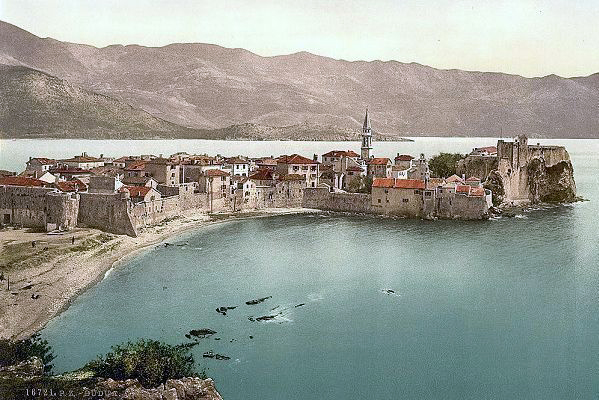
Budua in una cartolina austriaca del 1900 ca.

La città venne menzionata per la prima volta nel V secolo a.C. come insediamento illirico, anche se probabilmente era già un emporio greco fin dal X secolo a.C., con il nome di Buthoe.
Budua fu poi conquistata dai Romani e nel Medioevo fu soggetta, con alterne vicende, a varie dominazioni. In seguito divenne sede vescovile con il nome di Butua o Budua.
A partire dal 1442 la città entrò a far parte dei dominii della Repubblica di Venezia e parte della cosiddetta Albania Veneta e vi rimase fino al 1797, eccetto un breve periodo in cui fu presa con l'inganno dal corsaro Uccialì.
Durante il dominio veneto furono rafforzate le fortificazioni. Sulle porte della città sono ancora visibili i leoni di San Marco testimoni della dominazione veneziana.
Durante il periodo della Repubblica di Venezia (1442-1797) la città venne potentemente fortificata, fu costruito ed ampliato l'ardito castello e rafforzate le mura assumendo un assetto urbanistico che è rimasto immutato per cinque secoli fino ad oggi. In questo modo poté sempre opporre una valida resistenza ai numerosi tentativi turchi di impossessarsene (tra gli altri, nel 1686, nonostante le devastazioni del terremoto del 1667). Budua fu residenza di un podestà veneziano, dapprima dipendente dal Conte e capitano di Scutari e, dopo la caduta di questa città in mano agli Ottomani, dal rettore e provveditore di Cattaro.
La città era retta da un governo di tipo aristocratico, con un maggior consiglio composto di soli nobili, dal quale si eleggevano i tre giudici che assistevano il Podestà nelle cause civili, il più anziano dei quali ne faceva le veci in caso di assenza. Allo stesso consiglio spettava nominare poi gli altri ufficiali del comune: i due procuratori, i quattro deputati alla Sanità e i due Signori di notte.
All'interno dell'arco dell'antica Porta di Terraferma della Città Vecchia, è incastonato nel muro un rilievo barocco raffigurante il leone di San Marco, e sotto di esso uno scudo con lo stemma patrizio della famiglia veneziana dei Querini. Lo stemma fu posto dal rettore di Budua durante il periodo barocco, Antonio Querini, menzionato come governatore della città nel 1684. La variante buduana dello stemma della famiglia Querini, ossia le tre stelle dorate a sei punte su sfondo blu, è stata adottata come stemma moderno del Comune di Budua.
Con la caduta della Repubblica di Venezia, Budua fu occupata dagli austriaci nell'estate del 1797 con il resto della Dalmazia: in seguito conobbe un'effimera appartenenza al Montenegro dal 1813 al 1814. Dopo il Congresso di Vienna la città passò all'Impero austriaco, sotto il quale rimase fino al 1918, quando fu inglobata nel Regno di Jugoslavia. Intanto nel 1828 la città aveva perso la sede vescovile, che fu soppressa. La maggior parte della sua popolazione parlava il veneto fino all'inizio del XIX secolo, secondo lo storico Luigi Paulucci nel suo libro Le Bocche di Cattaro nel 1810. La popolazione italofona calò drasticamente fino ad essere minoranza (il 4,53% nella città secondo il censimento austroungarico del 1890).
Durante la seconda guerra mondiale la città fu occupata dagli italiani prima e dai tedeschi poi; nel secondo dopoguerra Budua è entrata a far parte della repubblica federata jugoslava del Montenegro, di cui ha seguito le sorti fino alla recente indipendenza.
Budua fu gravemente danneggiata da un terremoto nel 1979.

## Società

### Etnie e minoranze straniere
Dal censimento del 2011 risultò prevalente la maggioranza montenegrina con il 48,19%, a seguire la minoranza serba con il 37.71%. L'ultimo censimento del 2023 ha rilevato il gruppo montenegrino con il 35,61% e quello serbo con il 35,79%.

### La presenza autoctona di italiani
Dopo la Prima e la Seconda guerra mondiale la maggior parte degli abitanti di lingua italiana lasciarono la cittadina per trasferirsi soprattutto in Italia.
Il censimento ufficiale del 2011 rilevò una piccola minoranza italiana pari allo 0,08% della popolazione (sedici dalmati). Gli italiani di Budua fanno parte della Comunità degli Italiani del Montenegro con sede a Cattaro.

## Geografia antropica

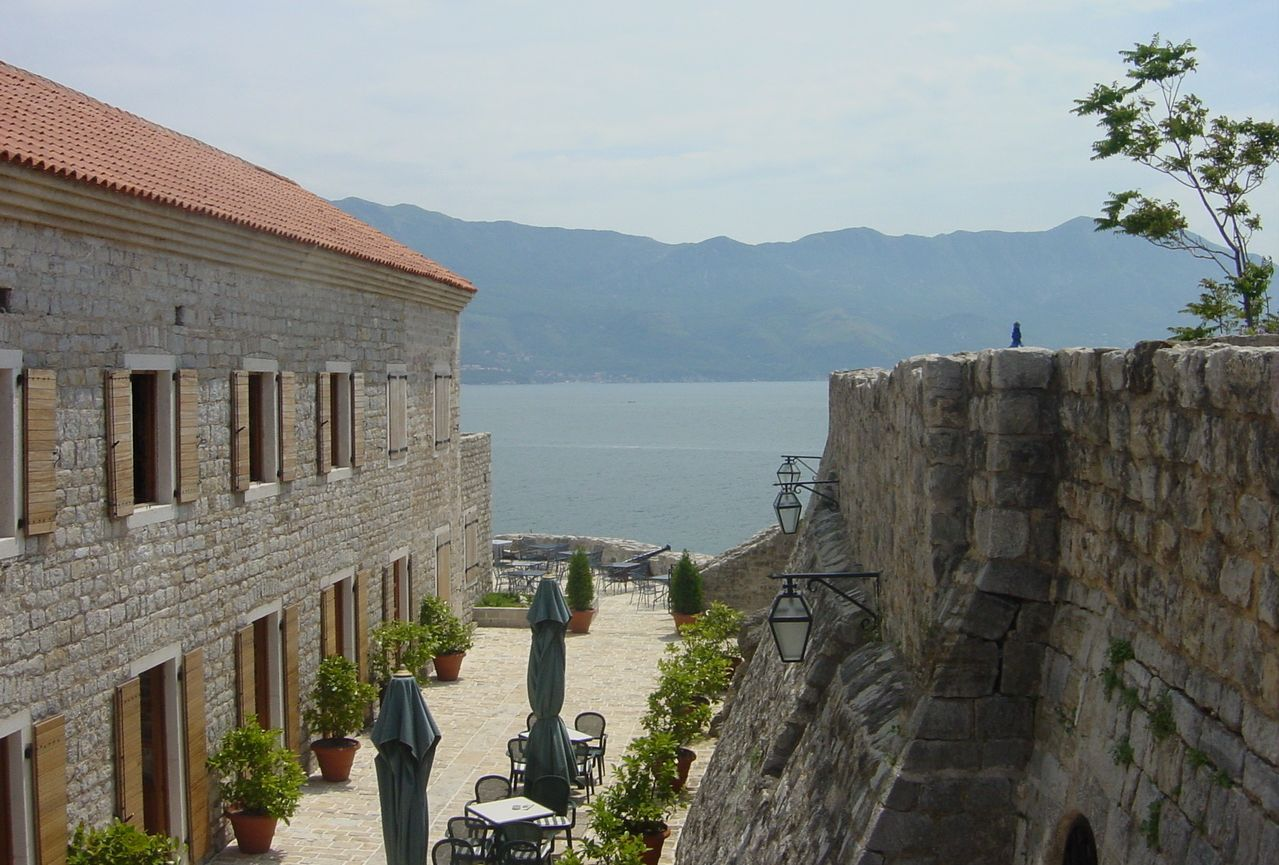
Vista dalla cittadella di Budua

### Località
Budua è il centro amministrativo del comune e include i villaggi di Bécici (Bečići) e Castellastua (Petrovac na Moru). A Budua vive circa il 69% della popolazione del comune (10 918 abitanti). Il comune di Budua ha in tutto 34 località:
| - Bécici o Casali dei Becich (Bečići) - Berda (Brda) - Blissicucchia (Blizikuće) - Boreti o Boretti o Porto Boretti (Boreti) - Bràici (Brajići) - Budua (Budva) - Bugliarizza (Buljarica) - Calogeri o I Calogeri (Kaluderac) - Caretano (Pržno) - Cattun (Katun Reževići) - Cavastra (Krstac) | - Ciamidò (Čami Do) - Crossi (Lapčići) - Cugliazze (Kuljače) o San Giorgio di Pastrovicchio (Pastrovići) - Drobénico (Drobnići) - Ginossi (Đenaši) - Ilino Berdo (Ilino Brdo) - Lastua o Sucovizza (Žukovica) - Marcovici (Markovići) - Novoseglia o Novoseglie (Novoselje) - Petrovazzo o Castellastua (Petrovac na Moru) - Pietrarossa (Prijevor) - Pòbori (Pobori) - Podebabaz o Podibabaz (Podbabac) | - Podistrozza (Podostrog) - Puteo (Puč) - San Luca o Resevici (Rijeka Reževići) - Santa Barbara o Ragenovici (Rađenovići) - Santa Maria o Staniscici (Stanišići) - San Teodoro o Tudorovici (Tudorovići) - Santo Stefano (Sveti Stefan) - Vitidò (Viti Do) - Zellobardo (Čelobrdo) - Zucovizza (Zukovica) - Zuzzù (Čučuke) |

## Sport

### Calcio
La squadra principale della città è il Mogren.

### Pallanuoto
La squadra pallanuotistica cittadina è il Vaterpolo klub Budva, fondata nel 1930. È una delle società più titolate e importanti del Montenegro, vanta infatti nella sua bacheca due campionati montenegrini, due Coppe del Montenegro e un campionato serbomontenegrino.

### Pallavolo
La Budva BUDVA è la squadra cittadina di pallavlo. Nella stagione 2022/23 partecipa ai preliminari della Coppa dei Campioni CEV ma non riesce ad accedere alla fase a gironi

## Galleria d'immagini

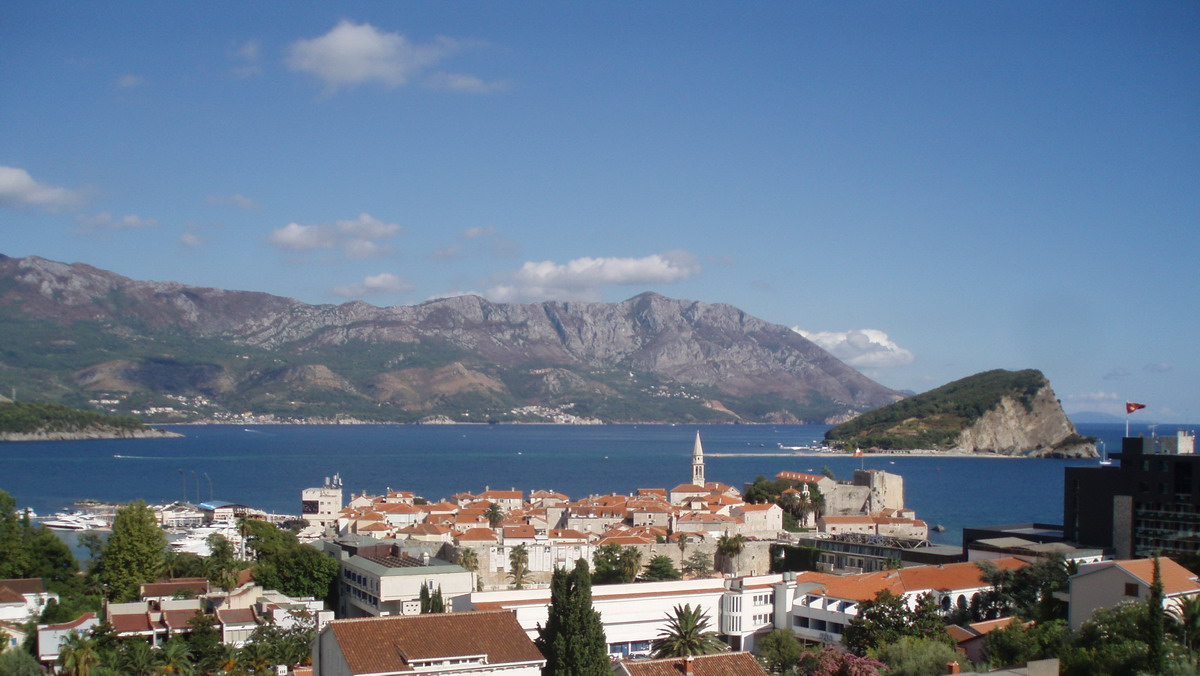
Vista da Gospostina
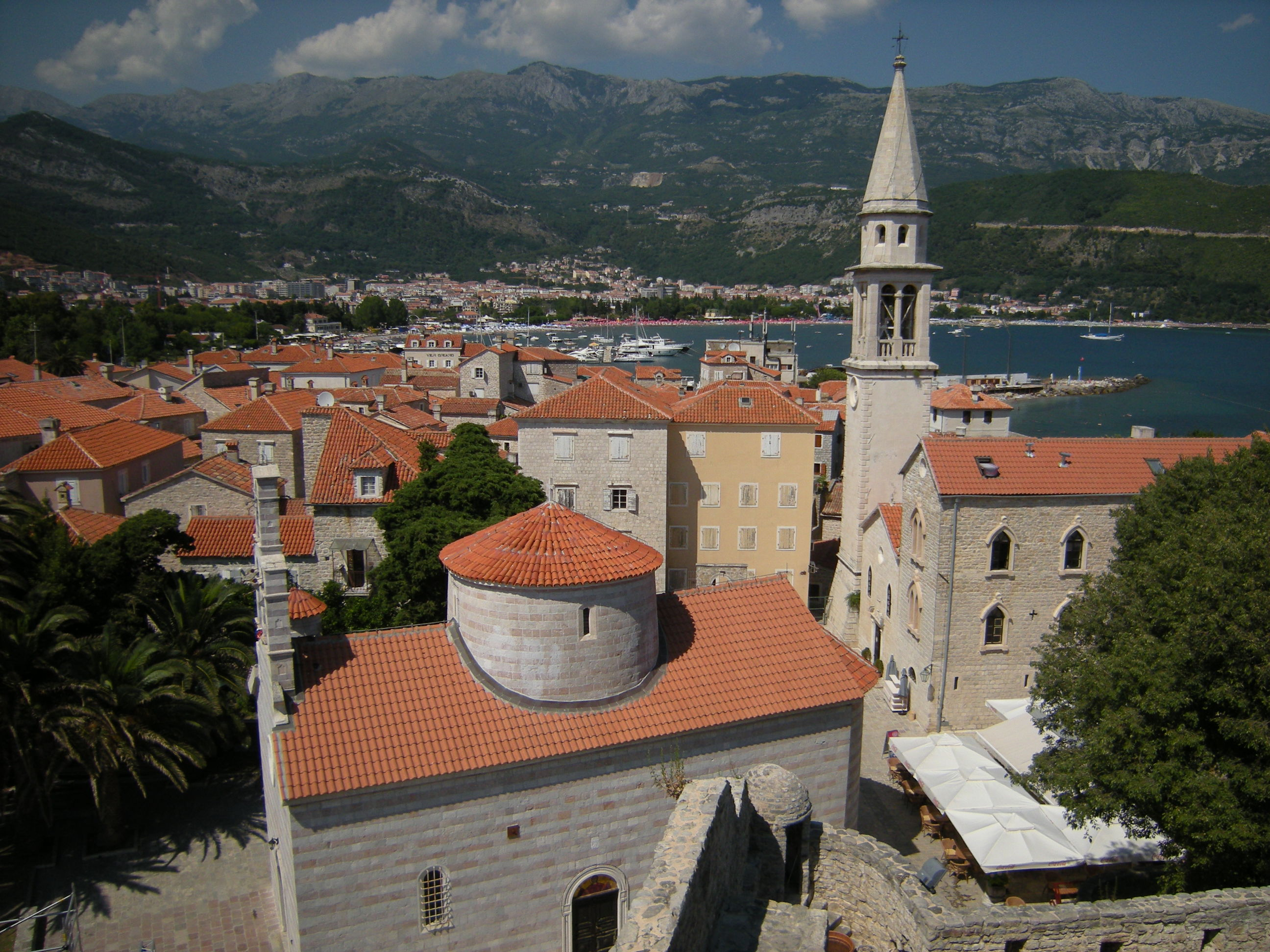
Chiesa della Santissima Trinità (ortodossa, in primo piano) e di San Giovanni Battista (cattolica, in secondo piano) nel centro storico
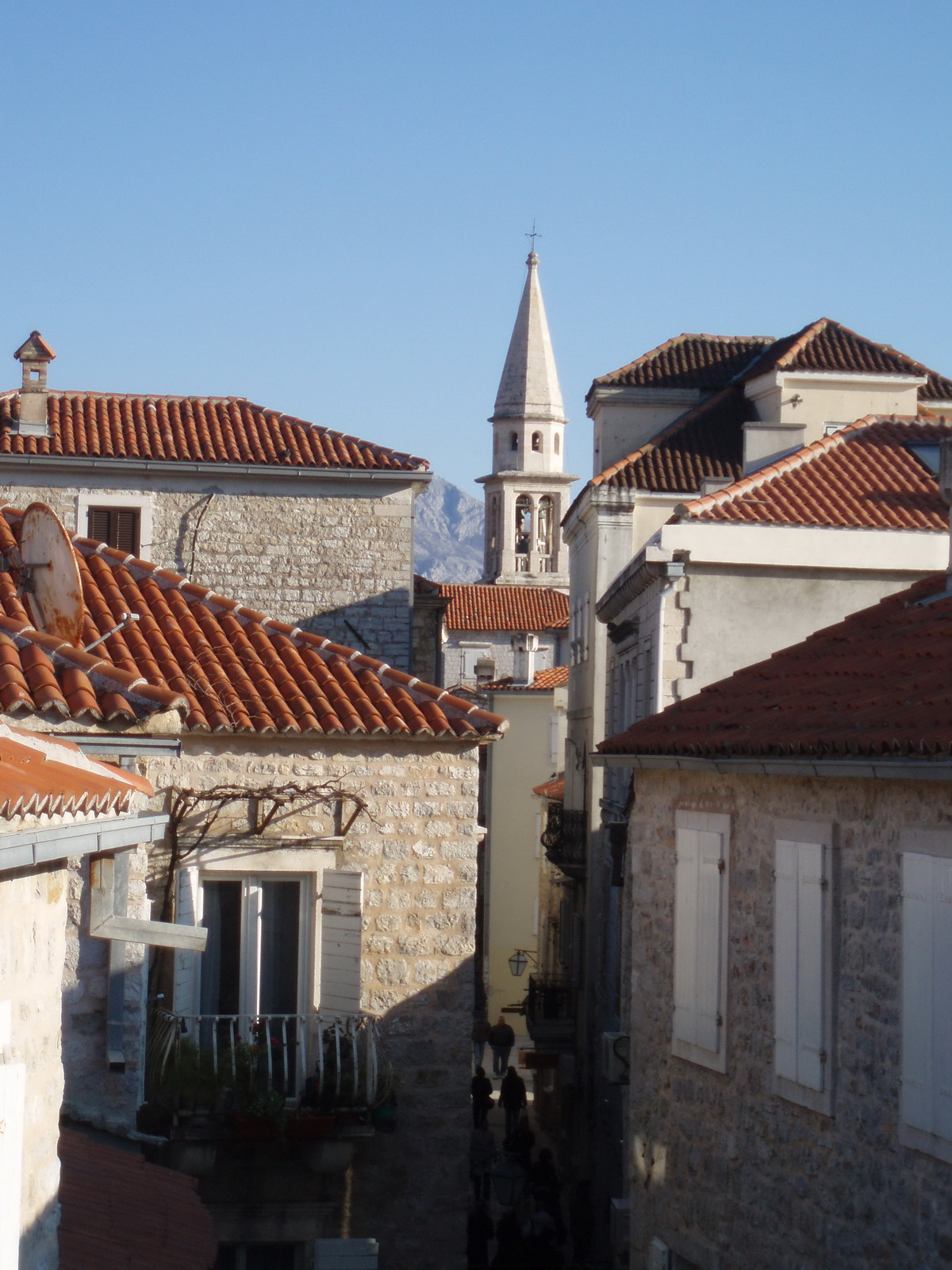
Vista dalle mura cittadine
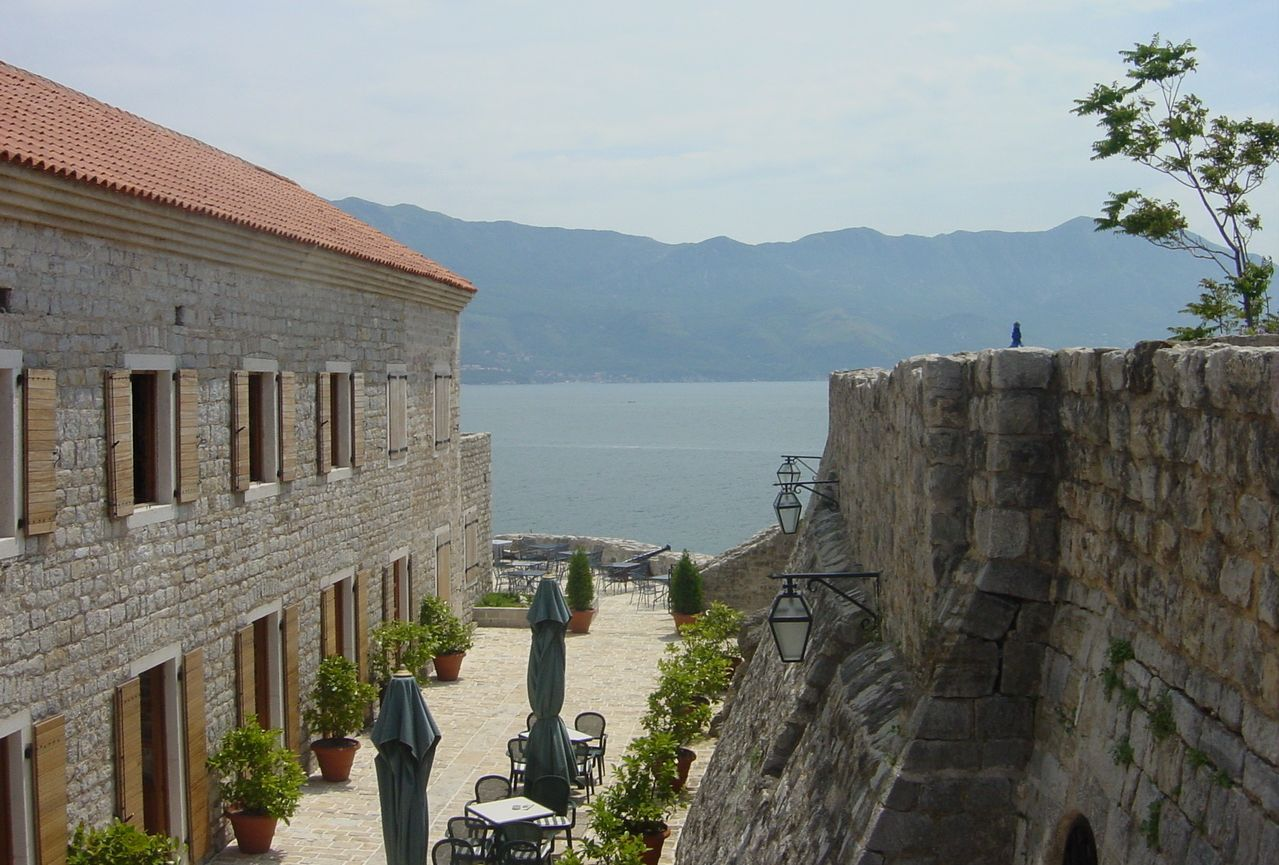
Cittadella
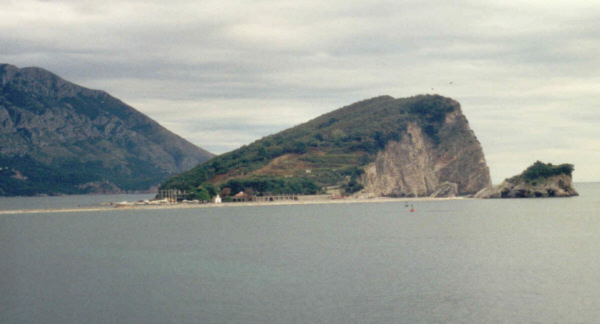
La baia di Budua e l'isola Sveti Nikola („Havai“)